# Награде Рунда
Награде Рунда су годишње музичке награде удружења Рунда, које окупља независне дискографске куће из Србије, Хрватске, Словеније, Босне и Херцеговине, Црне Горе и Северне Македоније. Ове награде су први пут додељене у јануару 2021. године.

## Услови и процедуре за номиновање и гласање
Сви чланови Рунде имају право да номинују у свим категоријама. Број номинација у свакој од категорија је ограничен на три по члану. Издања која се предлажу морају да изворно потичу са територија које покрива Рунда и у току године за коју се додељује награда морају да буду објављена на физичком носачу звука или на сервисима за стриминг музике. Управни одбор Рунде има дискреционо право да накнадно изврши неку додатну номинацију. Почев од 2024. године, у конкуренцији за награде могу се наћи извођачи и издања свих регионалних независних издавачких кућа, а не само оних које су чланице овог удружења.
У гласању за номинације такође учествују сви чланови Рунде, с тим што немају право да гласају за своја издања и извођаче. УО Рунде именује и регионални жири, у чији састав улазе професионалци који активно прате догађаје из области музичке индустрије (новинари, критичари...).
Гласање се врши бодовањем. Сваки члан Рунде и жирија у свакој од категорија бира по три номинације и рангира их од првог до трећег места. Бодови се потом додељују по следећем систему: прво место — пет бодова, друго место — три бода, треће место — један бод. Издање или извођач са највећим бројем сакупљених бодова осваја награду у одређеној категорији.

## Досадашње доделе

### 2020.
| Категорија           | Награђени, другопласирани и трећепласирани                        |
| -------------------- | ----------------------------------------------------------------- |
| Најбољи албум        | Репетитор — Празан простор међу нама који може и да не постоји () |
| Најбољи албум        | Алехуандро Буендија — Шкриња ()                                   |
| Најбољи албум        | — ()                                                              |
| Најбоља песма        | Буч Кесиди — Недеља ујутру (Контра)                               |
| Најбоља песма        | Репетитор — Кост и кожа ()                                        |
| Најбоља песма        | 21. век — Земи се (Балкан Велики) / Баланс — Дежује ()            |
| Најбољи нови извођач | ()                                                                |
| Најбољи нови извођач | ()                                                                |
| Најбољи нови извођач | Марк Мраковчић (Достава звука)                                    |
| Најбољи издавач      |                                                                   |
| Поп депресија        |                                                                   |
|                      |                                                                   |
| Најбољи мали издавач |                                                                   |
| Контра               |                                                                   |
| ПДВ рекордс          |                                                                   |

- [5]

### 2021.
| Категорија      | Награђени, другопласирани и трећепласирани |
| --------------- | ------------------------------------------ |
| Најбољи албум   | — ()                                       |
| Најбољи албум   | Коикои — Позиви у страну ()                |
| Најбољи албум   | Марчело — Нојева варка ()                  |
| Најбоља песма   | Марчело — ЈБГ ()                           |
| Најбоља песма   | 21. век — Ужасно ми фалиш ()               |
| Најбоља песма   | Коикои — Мисисипи ()                       |
| Најбољи извођач | Буч Кесиди (Контра)                        |
| Најбољи извођач | Марчело ()                                 |
| Најбољи извођач | ()                                         |

- [6]

### 2022.
| Категорија           | Награђени, другопласирани и трећепласирани |
| -------------------- | ------------------------------------------ |
| Најбољи албум        | Дубиоза колектив — Агрикултура (Менарт)    |
| Најбољи албум        | Визељ — Не видим те од дима (Контра)       |
| Најбољи албум        | Едо Маајка — Моћно ()                      |
| Најбољи сингл        | Коикои — Храст ()                          |
| Најбољи сингл        | Војко В — Ево ме опет ()                   |
| Најбољи сингл        | Едо Маајка и Дино Шаран — Сваки човјек ()  |
| Најбољи извођач      | Коикои ()                                  |
| Најбољи извођач      | Дубиоза колектив (Менарт)                  |
| Најбољи извођач      | Дарко Рундек (Менарт)                      |
| Најбољи нови извођач | А.Н.Д.Р. (Контра)                          |
| Најбољи нови извођач | Митско Биће (Контра)                       |
| Најбољи нови извођач | Министранти (Изванредни дискограф)         |

- [7]

### 2023.
| Категорија           | Награђени и најужи круг номинованих               |
| -------------------- | ------------------------------------------------- |
| Најбољи албум        | Љубичице — Док чекамо пад (Крокодил студио)       |
| Најбољи албум        | Клиника Дениса Катанеца — Као зао кор (Менарт)    |
| Најбољи албум        | Прото тип — С ивице сањања (Поп депресија)        |
| Најбољи сингл        | Лет 3 — Мама ШЧ! ()                               |
| Најбољи сингл        | Прото тип — Све што боли проћи ће (Поп депресија) |
| Најбољи сингл        | — Већином ()                                      |
| Најбољи извођач      | Буч Кесиди (Контра)                               |
| Најбољи извођач      | Коикои ()                                         |
| Најбољи извођач      | Лет 3 ()                                          |
| Најбољи нови извођач | ()                                                |
| Најбољи нови извођач | Марко Бошњак ()                                   |
| Најбољи нови извођач | Митско Биће (Контра)                              |

- [8][9]

### 2024.
| Категорија           | Награђени и најужи круг номинованих              |
| -------------------- | ------------------------------------------------ |
| Најбољи албум        | Идем — (ЈебоТон / Мудри брк)                     |
| Најбољи албум        | — ()                                             |
| Најбољи албум        | — здрава ()                                      |
| Најбољи сингл        | Немечек — Мирила ()                              |
| Најбољи сингл        | Идем — Распадам (ЈебоТон / Мудри брк)            |
| Најбољи сингл        | Коикои — Путем мимоза (Поп депресија / Кишобран) |
| Најбољи извођач      | Идем (ЈебоТон / Мудри брк)                       |
| Најбољи извођач      | ()                                               |
| Најбољи извођач      | Коикои (Поп депресија / Кишобран)                |
| Најбољи нови извођач | Ки Клоп (ЈебоТон / Мудри брк)                    |
| Најбољи нови извођач | Банда туризма (Менарт / Greenwood Studio)                        |
| Најбољи нови извођач | Шкофја Лока (Поп депресија / Geenger Records)                   |

- [10][4]